# Eleições presidenciais portuguesas de 1976
As primeiras eleições presidenciais portuguesas após o 25 de Abril de 1974 tiveram lugar em 27 de Junho de 1976.
A ela concorreram o general António Ramalho Eanes (independente, embora com o apoio dos partidos da esquerda moderada e do centro-direita), Otelo Saraiva de Carvalho (antigo comandante do COPCON, independente), José Pinheiro de Azevedo (antigo primeiro-ministro, independente) e Octávio Pato (com o apoio do PCP).
O prestígio que adveio a Ramalho Eanes da chefia das forças que derrotaram o movimento de 25 de Novembro do ano anterior facilmente o conduziram à vitória, tornando-se assim o primeiro presidente democraticamente eleito na história portuguesa. Foi o candidato mais votado em todos os distritos do continente (excepto no de Setúbal), bem como nas regiões autónomas.
Os resultados da eleição foram transmitidos em direto pela RTP1, a partir das 15 horas do dia 27 de junho até às 17 horas do dia 28, com a apresentação, em Lisboa, de Fernando Balsinha, José Alberto de Sousa, Seruca Salgado, Fernando Midões, Maria Elisa Domingues, José Viegas e Adriano Cerqueira, e do Porto, de Carlos Blanco e Manuela Melo, e Raul Durão a partir da Fundação Calouste Gulbenkian em Lisboa.

## Candidatos

### Candidaturas admitidas
| Candidato (nome e idade)                                                     | Candidato (nome e idade)  | Candidato (nome e idade) | Histórico político                                            | Detalhes |
| ---------------------------------------------------------------------------- | ------------------------- | ------------------------ | ------------------------------------------------------------- | --- |
| António Ramalho Eanes (41) Independente, apoiado por PS, PPD, CDS e MRPP     | António Ramalho Eanes     |                          | Presidente do Conselho de Administração da RTP (1974-1975)    | Tenente-Coronel dirigente das operações militares do Golpe de 25 de Novembro de 1975, Ramalho Eanes, serviu na Guerra Colonial, realizando comissões na Índia Portuguesa, Macau, Moçambique, Guiné-Bissau e Angola. Depois de demorada carreira de combatente, Eanes encontrava-se ainda em serviço em Angola aquando da revolução de 25 de Abril. Aderiu ao Movimento das Forças Armadas e, regressado a Portugal, foi director de programas e nomeado presidente do conselho de administração da RTP, até março de 1975. |
| José Pinheiro de Azevedo (59) Independente                                   | José Pinheiro de Azevedo  |                          | Primeiro-ministro de Portugal (1975-1976)                     | Primeiro-ministro do VI Governo Provisório, Pinheiro de Azevedo integrou o MUD e foi apoiante das candidaturas de José Norton de Matos, Manuel Quintão Meireles e Humberto Delgado. Serviu na Guerra Colonial e, depois da Revolução de 25 de Abril de 1974, foi nomeado para a Junta de Salvação Nacional, tendo sido promovido a chefe do Estado-Maior três dias depois. Empenhado na democratização do país durante o PREC, assumiu funções como primeiro-ministro do VI Governo Provisório em 19 de setembro de 1975, contribuindo para a normalização da vida nacional |
| Otelo Saraiva de Carvalho (39) Independente, apoiado por UDP, MES, FSP e PRP | Otelo Saraiva de Carvalho |                          | Estratega da Revolução dos Cravos                             | Responsável pelo setor operacional da Comissão Coordenadora e Executiva do Movimento dos Capitães, elaborou o plano de operações militares do 25 de Abril de 1974. Dirigiu, além disso, as operações com outros militares, a partir do posto da Pontinha, no Regimento de Engenharia n. 1, onde esteve em permanência desde o fim da tarde de 24 de abril até ao dia 26 de abril de 1974. Depois da revolução, foi nomeado comandante da Região Militar de Lisboa e Comandante do Copcon. |
| Octávio Pato (51) Partido Comunista Português (PCP)                          | Octávio Pato              |                          | Deputado e Presidente do Grupo Parlamentar do PCP (1975-1976) | Resistente anti-fascista de longa data, Pato foi membro do Comité Central como membro suplente desde 1949, tendo como principais tarefas o controlo das tipografias clandestinas centrais do Partido, bem como trabalhar nas Direcções Regionais de Lisboa, do Norte e do Sul, assim como na redacção do jornal "Avante!". Em Dezembro de 1961 é preso pela PIDE, condenado a 8 anos e meio de cadeia, indefinitivamente prorrogáveis por "medidas de segurança". É por via de um movimento de solidariedade nacional e internacional que é libertado, em 1970. Após a sua libertação esteve alguns meses em Vila Franca de Xira, regressando de novo à clandestinidade. Pouco tempo depois é chamado ao Secretariado e à Comissão Executiva do Partido, ficando a seu cargo, entre outras tarefas, a redacção do jornal "Avante!". |

### Candidaturas rejeitadas
Houve também um candidato rejeitado pelo Supremo Tribunal de Justiça por não cumprir os requisitos legais:
- Venceslau Pompílio da Cruz[27][28]

## Debates
Houve três debates para as eleições presidenciais 1976: um transmitido pela RTP1 e dois pela Emissora Nacional, através da colocação de questões aos candidatos.
| Debates para as eleições presidenciais portuguesas de 1976 | Debates para as eleições presidenciais portuguesas de 1976 | Debates para as eleições presidenciais portuguesas de 1976 | Debates para as eleições presidenciais portuguesas de 1976 | Debates para as eleições presidenciais portuguesas de 1976 | Debates para as eleições presidenciais portuguesas de 1976 | Debates para as eleições presidenciais portuguesas de 1976 | Debates para as eleições presidenciais portuguesas de 1976 | Debates para as eleições presidenciais portuguesas de 1976 |   |   |   |   |                                    |
| Data                                                       | Hora                                                       | Emissora                                                   | Moderador(es)                                              | P Presente A Ausente N Não Convidado                       | P Presente A Ausente N Não Convidado                       | P Presente A Ausente N Não Convidado                       | P Presente A Ausente N Não Convidado                       | Refs                                                       |   |   |   |   |                                    |
| Data                                                       | Hora                                                       | Emissora                                                   | Moderador(es)                                              | Eanes                                                      | Carvalho                                                   | Azevedo                                                    | Pato                                                       | Refs                                                       |   |   |   |   |                                    |
| ---------------------------------------------------------- | ---------------------------------------------------------- | ---------------------------------------------------------- | ---------------------------------------------------------- | ---------------------------------------------------------- | ---------------------------------------------------------- | ---------------------------------------------------------- | ---------------------------------------------------------- | ---------------------------------------------------------- | - | - | - | - | ---------------------------------- |
| Data                                                       | Hora                                                       | Emissora                                                   | Moderador(es)                                              | 9 de junho                                                 | 21h45-23h50 (2h)                                           | RTP1                                                       | Joaquim Letria                                             | Refs                                                       | P | P | P | P | [ 29 ] [ 30 ] [ 31 ] [ 32 ] [ 33 ] |
| 10 de junho                                                |                                                            | EN                                                         | Manuel Barão da Cunha                                      | A                                                          | P                                                          | P                                                          | P                                                          | [ 34 ] [ 35 ]                                              |   |   |   |   |                                    |
| 11 de junho                                                |                                                            | EN                                                         | Manuel Barão da Cunha                                      | A                                                          | P                                                          | P                                                          | P                                                          | [ 36 ]                                                     |   |   |   |   |                                    |

## Tabela de resultados oficiais
| Candidato               | Candidato                 | Partidos apoiantes      | 1ª Volta  | 1ª Volta        |
| Candidato               | Candidato                 | Partidos apoiantes      | Votos     | %               |
| ----------------------- | ------------------------- | ----------------------- | --------- | --------------- |
|                         | António Ramalho Eanes     | PS, PPD, CDS, MRPP      | 2 967 137 | 61,59 / 100,00  |
|                         | Otelo Saraiva de Carvalho | UDP, MES, FSP, PRP      | 792 760   | 16,46 / 100,00  |
|                         | José Pinheiro de Azevedo  | Independente            | 692 147   | 14,37 / 100,00  |
|                         | Octávio Pato              | PCP                     | 365 586   | 7,59 / 100,00   |
| Votos Inválidos         | Votos Inválidos           | Votos Inválidos         | 63 495    | 1,30 / 100,00   |
| Total                   | Total                     | Total                   | 4 881 125 | 100,00 / 100,00 |
| Eleitorado/Participação | Eleitorado/Participação   | Eleitorado/Participação | 6 467 480 | 75,47 / 100,00  |
| Fonte                   | Fonte                     | Fonte                   | [ 37 ]    | [ 37 ]          |

## Resultados por Círculo Eleitoral
| Círculo eleitoral | %    | %    | %    | %    |
| Círculo eleitoral | ARE  | OSC  | JPA  | OP   |
| ----------------- | ---- | ---- | ---- | ---- |
| Açores            | 71,1 | 2,3  | 22,4 | 4,2  |
| Aveiro            | 74,5 | 7,0  | 15,9 | 2,7  |
| Beja              | 34,6 | 32,8 | 7,0  | 25,6 |
| Braga             | 70,2 | 8,1  | 19,0 | 2,8  |
| Bragança          | 82,6 | 3,3  | 11,4 | 2,7  |
| Castelo Branco    | 76,3 | 11,3 | 8,6  | 3,8  |
| Coimbra           | 71,9 | 9,6  | 14,1 | 4,3  |
| Évora             | 36,0 | 34,8 | 9,5  | 19,7 |
| Faro              | 52,9 | 24,8 | 14,7 | 7,7  |
| Guarda            | 82,9 | 4,2  | 10,5 | 2,4  |
| Leiria            | 76,6 | 9,2  | 9,9  | 4,4  |
| Lisboa            | 53,4 | 23,9 | 12,2 | 10,3 |
| Madeira           | 72,4 | 9,0  | 16,2 | 2,4  |
| Portalegre        | 56,1 | 16,6 | 12,8 | 14,4 |
| Porto             | 60,4 | 11,6 | 22,8 | 5,2  |
| Santarém          | 56,7 | 20,1 | 13,1 | 8,2  |
| Setúbal           | 29,9 | 41,8 | 9,6  | 18,7 |
| Viana do Castelo  | 74,6 | 6,9  | 14,7 | 3,7  |
| Vila Real         | 81,6 | 4,1  | 11,3 | 3,1  |
| Viseu             | 81,2 | 3,9  | 13,1 | 1,8  |
| Portugal          | 61,6 | 16,5 | 14,4 | 7,6  |

## Ligações Externas
- Comissão Nacional de Eleições.